# Длинноусая радинолорикария
Длинноусая радинолорикария (лат. Rhadinoloricaria macromystax) — вид лучепёрых рыб из семейства кольчужных сомов, единственный представитель рода радинолорикарий (Rhadinoloricaria). Научное название рода происходит от греч. rhadinos — «мягкий», «гибкий» и лат. lorica — «кожаный доспех».

## Описание
Общая длина достигает 14,2 см. Голова умеренно большая, треугольной формы, уплощённая сверху. Глаза небольшие, выпуклые, расположены в верхней части головы. На верхней челюсти имеется 1 пара длинных усов с бахромой, на нижней челюсти — короткие бахромчатые кустообразные усики. Туловище крепкое, удлинённое, хвостовой стебель сужается к концу. Спинной плавник довольно длинный, с наклоном, полностью касается туловища. Грудные плавники большие, с разветвлёнными лучами. Брюшные плавники маленькие. Хвостовой плавник удлинённый, верхняя лопасть тонкая и очень длинная, напоминая кнут.
Окраска светло-коричневая, всё тело (кроме брюшка) усеяно мелкими крапинками тёмно-коричневого цвета. Брюхо имеет белый цвет.

## Образ жизни
Биология изучена недостаточно. Это донная рыба. Предпочитает жить в пресных и прозрачных водоёмах. Встречается в реках с быстрым течением, держится песчаных почв. Очень нежна от природы и крайне чувствительна к изменениям окружающей среды. Питается водорослями и мелкими водными организмами.

## Распространение
Обитает в верховьях бассейнов рек Амазонка и Ориноко — в пределах Венесуэлы, Эквадора и Перу.